# Schizopelex anatolica
Schizopelex anatolica là một loài Trichoptera trong họ Sericostomatidae. Chúng phân bố ở miền Cổ bắc.